# 제임스 렉터

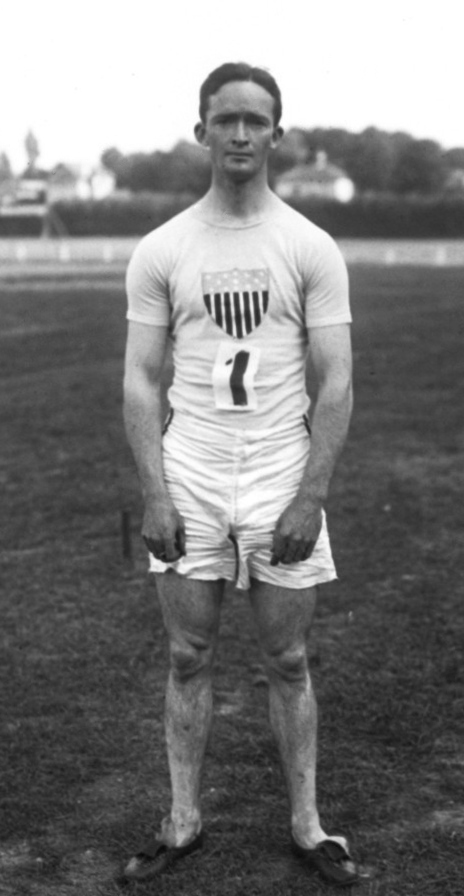

제임스 렉터(James Rector, 본명: 존 "제임스" 알콘 렉터, John "James" Alcorn Rector, 1884년 6월 22일 ~ 1949년 3월 10일)는 미국의 운동선수였다. 올림픽 게임에 참가한 최초의 아칸소 태생 운동선수였다. 경쟁하는 동안 그는 버지니아 대학교 학생이었고 그곳에서 팝 라니건과 함께 훈련했다.
제임스 렉터는 아칸소주 핫스프링스에서 태어났다. 아칸소 남북 전쟁 주지사 헨리 매시 렉터와 미시시피 재건 주지사 제임스 알콘의 손자였다.
1908년 하계 올림픽 100m에서 예선과 준결승 모두에서 올림픽 기록(당시 10.8초)을 동점으로 은메달을 획득했다. 결승전에서 레지 워커(Reggie Walker)에게 패했고, 워커가 두 번째로 10.8초를 기록하면서 10.9초 만에 경주를 달렸다.
렉터는 버지니아의 트랙 스타일 뿐만 아니라 버지니아 야구 및 축구 팀의 스타이기도 했다. 렉터는 핫스프링스에서 은퇴하기 전까지 30년 넘게 미주리 주 세인트루이스의 저명한 변호사였다.